# Дабово
Дабово или Дбово (грч. Βαλτοτόπι, Валтотопи) је насељено место у општини Пеонија у периферији Средишња Македонија, Грчка. Према попису из 2021. године било је 128 становника.
Према бугарском географу и историчару, Василу Канчову, у Дабову је 1900. године живело 256 Словена хришћана. Године 1924. словенско становништво због притиска грчких власти принудно је исељено у Бугарску (88 особа) а на њихово место је насељено 89 избегличких породица из Турске (хеленизовано словенско село Киздервент). На попису из 1928. године Дабово је имало 373 становника.